# الیزابت پررون
الیزابت پررون (انگلیسی: Elisabetta Perrone؛ زادهٔ ۹ ژوئیهٔ ۱۹۶۸) ورزشکار دو و میدانی اهل ایتالیا است.
وی در مسابقات کشوری و بین‌المللی در مجموع برندهٔ ۲ مدال نقره، ۱ مدال برنز شده‌است.